# 迪亞尼海灘

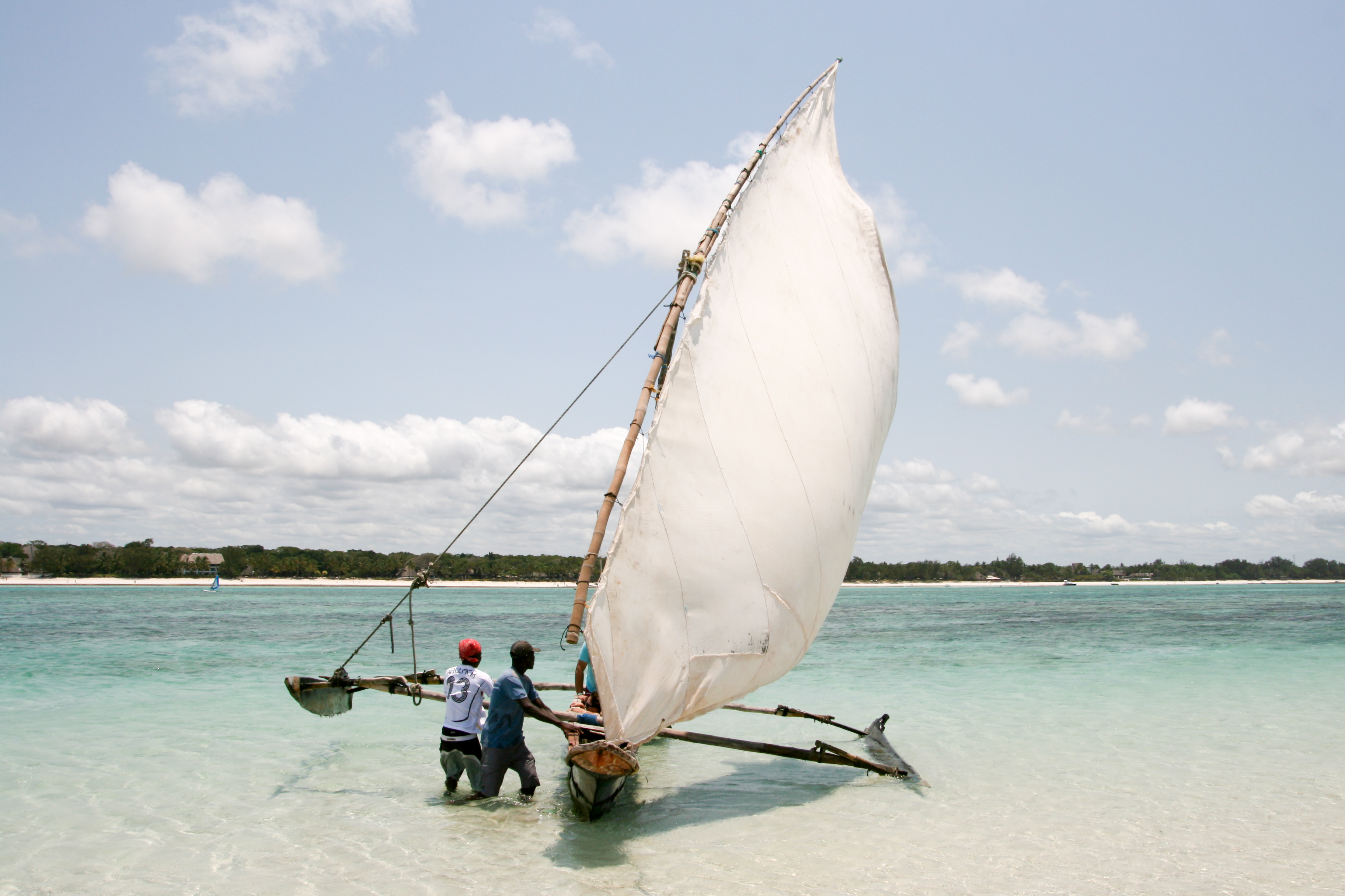

迪亞尼海灘是東非國家肯雅的海灘度假村，位於該國東部印度洋沿岸，處於蒙巴薩以南35公里，海灘全長約25公里，離岸的珊湖礁是遊客的潛水勝地。
4°19′20″S 39°34′30″E / 4.32222°S 39.57500°E